# Селим Сулейман-эфенди
Шехзаде Селим Сулейма́н-эфенди (осман. شهزاده سلیم سلیمان‎; тур. Selim Süleyman Efendi; 25 июля 1860/12 января 1861, Долмабахче, Стамбул — 13 июля 1909, Бебек, Стамбул) — сын султана Абдул-Меджида I от его второй жены (икбал) Серфираз Ханым-эфенди.

## Биография
Селим Сулейман-эфенди родился в 1860, 25 июля 1860 или 12 января 1861 года в стамбульском дворце Долмабахче в семье султана Абдул-Меджида I и его второй икбал Серфираз Ханым-эфенди. У него был полнородные брат Сафдеддин Осман-эфенди (умер в 1855 году) и сестра Бедия-султан (умерла в 1858 году).
В 1870 году прошла церемония хитана, на которой Селим был обрезан вместе с другими шехзаде, среди которых был его брат Мехмед Вахидеддин, племянники Мехмед Селахаддин, Юсуф Иззеддин и Махмуд Джелаледдин-эфенди (сыновья султана Абдул-Азиза) и султанзаде Алаэддин-бей, сын Мюнире-султан.
30 августа 1876 года его единокровный старший брат султан Мурад V был свергнут с престола и на трон взошёл другой брат Абдул-Хамид II. Свергнутый султан и члены его семьи были помещены во дворец Чыраган. 20 мая 1878 года был составлен план нападения на дворец Чыраган, цель которого было освободить Мурада V и восстановить его на османском престоле. В группу заговорщиков помимо Селима вошли его единородные брат Ахмед Кемаледдин-эфенди и сёстры Фатьма-султан и Сениха-султан и супруг последней Махмуд Джелаледдин-паша. Во время нападения на дворец был убит журналист и писатель Али Суави, возглавивший 200 вооружённых беженцев и заговор провалился.
Скончался 13 июля 1909 года в Стамбуле, был похоронен в мавзолее шехзаде Ахмеда Кемаледдина в комплексе Яхьи-эфенди, где также похоронена его мать.

## Браки и дети
Его первой женой была Филишан Ханым-эфенди, они поженились 10 октября 1885 года, но этот брак был бездетным.
В 1886 году его второй супругой стала Эмине Джавидан Ханым-эфенди, дочь Безмиары Кадын-эфенди, бывшей жены Абдул-Меджида I, от второго или третьего брака Безмиары. Брак продлился около года и в 1887 году Джавидан получила развод. Причиной развода Сакаоглу называет ревность со стороны Сулеймана Селима. После развода Джавидан уехала в Египет к приёмной матери, где 2 февраля 1891 года вышла замуж за принца Хюсейна Камиля-пашу, сына Исмаила Давуда-паши.
В 1893 году он женился в третий раз на Фатьме Икбал Ханым-эфенди, которая была матерью его старшего сына Мехмеда Абдулхалима-эфенди.
Его четвёртой женой была Айше Тарзитер Ханым-эфенди, в браке с которой у него было двое детей: дочь  Наджие-султан и сын Мехмед Шерафеддин-эфенди. В 1924 году после изгнания из страны членов дома Османов уехала в Бейрут.
Его пятой и последней женой была Айше Затимелек Ханым-эфенди, в этом браке детей не было. После смерти Сулеймана в 1909 году переехала в особняк Ортакёе и посвятила себя благотворительности, превратив первый этаж особняка в швейную мастерскую. Изготовленную одежду и одеяла она отправляла семьям солдат, воевавших на фронте. В 1934 году в соответствии с «Законом о фамилиях» взяла фамилию Тапшин (тур. Tapşin). Скончалась в 1941 году в Амасье, где её брат Рыза служил заместителем губернатора.